# Рогов, Александр Николаевич (стилист)
Алекса́ндр Никола́евич Ро́гов (род. 29 марта 1981, Воронеж, РСФСР, СССР) — российский стилист, телеведущий, телепродюсер, блогер, создатель собственного бренда одежды Rogov. Ведёт программы «Модный приговор» на «Первом канале» (с апреля 2024) и «Метод Рогова» на телеканале «Домашний» (с марта 2025). Получил популярность, став ведущим проектов о преображении «Успеть за 24 часа», «Рогов в городе» и «Рогов в деле» на телеканале СТС.

## Биография
Александр Рогов родился 29 марта 1981 года в Воронеже. Его отец работал инженером на заводе, а мать — медиком. Помимо него в семье росла его старшая сестра Юлия, которая также пошла по творческому пути. Девушка работает профессиональным свадебным фотографом. В 1982 году семья переехала в Тульскую область. Всё своё детство Александр провёл в посёлке Рассвет.
В 1998 году будущий стилист окончил школу. Рогов хотел пойти по стопам матери, однако, не смог перенести вида крови и понял, что профессия медика ему не подходит.
В 2003 году окончил факультет иностранных языков Тульского государственного педагогического университета имени Л. Н. Толстого. После завершения обучения свободно говорил на немецком языках и английском. Во время обучения Александру предложили подработку — вести репортажи на местном телевидении, а затем позвали на канал СТС, где Рогов рассказывал о буднях воронежских жителей.

## Карьера
В 2003 году Александр выиграл грант на обучение в телевизионной школе им. Владимира Познера от регионального центра СТС, переехал в Москву и поступил в школу телевидения благодаря тому, что региональный центр телеканала СТС порекомендовал его как профессионального работника. В этом же году улетел в Германию, став ассистентом режиссёра на реалити-шоу «Голод. Берлин» телеканала ТНТ. Туда он попал благодаря владению немецким языком. Затем принял участие в продолжение проекта под названием «Голод. Нью-Йорк», а также стал гостем проекта «Няня спешит на помощь».
В 2005 году вернулся из Штатов и решил заниматься фотосъёмками для журналов. Александр начал готовить модные истории для глянцевых журналов и делать презентацией коллекций различных модных домов. Он сделал несколько снимков топ-модели Марины Линчук и отправил их в журнал MENU. Работа Рогова была одобрена редакцией, и он получил должность.
Параллельно с этим он участвовал в создании видеороликов для популярных изданий: Harper’s Bazaar, Esquire, «Хулиган». Также Александр занимался постановкой презентаций для коллекций Dior, Viva Vox, Konstantin Gayday, Cyrille Gassiline, Lexus, Volvo и прочих брендов.
В 2008 году Рогов решает всерьёз связать свою жизнь с телевидением и подаёт заявку на участие в проекте «Гид по стилю» на «MTV Россия». Ему предлагают должность главного редактора, на которую Рогов с радостью соглашается. Следующей работой на ТВ становится роль судьи модного проекта «Шопоголики», с которого и начинается популярность ведущего в России.
В 2011 году Александра Рогова принимают в команду сериала «Большие надежды». Здесь Александр выступает в качестве главного стилиста и художника по костюмам. Кроме того, он играет одну из главных ролей. Отныне стилист, телеведущий, пробует себя и в актёрском мастерстве. В этом же году Александр выступил стилистом и соведущим Аллы Довлатовой в первом международном модном make-over шоу «Дочки vs. Матери» на канале TLC. В эфир вышло 12 выпусков.
В середине 2011 года Александр Рогов стал ведущим и стилистом шоу «Золушка. Перезагрузка» на канале ТНТ. Параллельной с работой на ТВ проводил лекции и мастер-классы о моде и стиле в Москве и регионах, ведёт авторские колонки, а также сотрудничал модными брендами и интернет-порталами.
2012 год — Александр Рогов участвует в премии Fashion People Awards и побеждает в номинации «Самый стильный телеведущий».
В 2013 году ведущий запустил одноименный бренд одежды Rogov, который занимается выпуском повседневной одежды. Основой марки стали толстовки с авторской вышивкой.
В 2014 года началось многолетнее сотрудничество Александра Рогова с телеканалом СТС. С февраля 2014 по сентябрь 2018 года он вёл шоу «Успеть за 24 часа». В эфир вышло 234 выпуска. Рогов предстал в качестве главного ведущего шоу и революционера в мире индустрии моды, создав проект, которого ещё не было на российском телевидении.
С 2015 года начинает активно ездить по городам России с семинарами и мастер-классами. Первым городом в туре стал Владивосток.
В 2016 году становится куратором школы юных стилистов, основанной журналом Yes!. А в 2017 году Рогов выпускает книгу по названием «Гид по стилю».
С сентября 2017 по апрель 2018 — ведущий программы «Прирождённые шопоголики» на канале «CTC Love».
С сентября 2018 по август 2019 года — ведущий программы «Рогов. Студия 24» на телеканале СТС. В эфир вышло 46 выпусков.
С сентября 2019 по июль 2024 года — ведущий программы «Рогов в городе» на канале СТС. В эфир вышло 59 выпусков.
С апреля по июнь 2020 года — ведущий программы «Рогов дома» на телеканале СТС. В эфир вышло 8 выпусков.
С августа 2020 по декабрь 2023 — ведущий программы «Рогов в деле» на канале СТС. В эфир вышел 91 выпуск. «Успеть за 24 часа» вернулось на СТС в новом формате. Стилист Александр Рогов вновь примерил на себя роль народного стилиста и принялся за внешнее и внутреннее преображение героинь шоу.
С мая по декабрь 2022 года — ведущий программы «Рогов+» на телеканале СТС. В эфир вышло 26 выпусков.
С октября по декабрь 2023 — ведущий программы «Кто круче Рогова?» на канале «CTC Love». В эфир вышло 10 выпусков.
В 2023 году Рогов был ведущим звёздной дорожки на XII Русской музыкальной премии телеканала RU.TV.
С августа по декабрь 2024 года — ведущий программы «Кто круче всех?» на канале СТС. В эфир вышло 20 выпусков.
В конце 2024 года Александр Рогов завершил своё сотрудничество с телеканалом СТС, которое длилось более 10 лет.
С 22 апреля 2024 года ведёт программу «Модный приговор» на «Первом канале». За его кандидатуру проголосовали на сайте телеканала 45 % зрителей.
С 9 марта 2025 года ведёт программу «Метод Рогова» на телеканале «Домашний».

## Блог в YouTube
9 марта 2018 года зарегистрировал личный канал ROGOV LIVE на платформе YouTube. На своем канале Александр создал несколько тематических рубрик развлекательного характера. Наиболее популярной рубрикой являются видео формата: обзор луков звезд или подписчиков канала. Реакция на подобные видео весьма неоднозначная, ролики такого плана вызывают большое количество обсуждений и быстро набирают популярность в интернете.
В начале 2022 года стилист дал интервью на YouTube-канале FAMETIME TV, где рассказал об уходе с канала СТС и ответил на многие другие вопросы.
В 2023 году Александр активно занимается развитием своего бренда одежды «RogovShop», а также канала на YouTube. По состоянию на август 2023 года, на его канале ROGOV LIVE уже более 430 тысяч подписчиков.

## Личная жизнь
Подробности личной жизни Александр Рогов предпочитает не раскрывать. В своих интервью он упоминал о том, что мечтает о обычной семье, жене и детях, но с его сумасшедшим графиком работы это невозможно. Журналисты распространяют разные слухи об отношениях стилиста, но он никак не комментирует происходящее.

## Награды и номинации
- 2012 год — номинация «Самый стильный телеведущий» на церемонии «Fashion People Awards»
- 2012 год — журнал TATLER поставил Рогова на второе место в списке самых влиятельных российских стилистов.
- 2014 год — независимое издание SNCmagazine включило Александра Рогова в список 100 самых влиятельных людей в мире Российской моды
- 2014 год — номинация «Трендсеттер Года» по версии молодежного издания OOPS

## Телепроекты
- 2003 год — «Голод. Берлин» (ТНТ) — работа за кадром
- 2005 год — «Голод. Нью-Йорк» (ТНТ) — работа за кадром
- 2008 год — «Гид по стилю» («MTV Россия») — работа за кадром
- 2010 год — «Шопоголики» («MTV Россия»)
- 2011 год — «Дочки vs. Матери» (TLC)
- 2011 год — «Золушка. Перезагрузка» (ТНТ)
- 2014 год — «Успеть за 24 часа» (СТС)
- 2017 год — «Прирождённые шопоголики» («CTC Love»)
- 2018 год — «Рогов. Студия 24» (СТС)
- 2019 год — «Рогов в городе» (СТС)
- 2019 год — «Форт Боярд. Возвращение» (СТС) — участник (1-й выпуск)
- 2019 год — «Дело было вечером» (СТС) — участник (6-й выпуск 1-й сезон)
- 2020 год — «Рогов дома» (СТС)
- 2020 год — «Рогов в деле»
- 2022 год — «Рогов+» (СТС)
- 2022 год — «Кто круче Рогова?» («CTC Love»)
- 2023 год — «Импровизаторы» (СТС) — гость (2-й выпуск)
- 2024 год — «Модный приговор» («Первый канал»)
- 2024 год — «Кто круче всех?» (СТС)
- 2024 год — «Наука в шоке» (СТС) — гость (3-й выпуск)
- 2025 год — «Метод Рогова» («Домашний»)

## Фильмография
- 2002 год — Трамвай желаний (короткометражный)
- 2004 год — Русское лекарство — эпизод
- 2005 год — Звезда эпохи — Мыкола
- 2007 год — Дочки—матери
- 2011 год — Большие надежды — Борис Белкин («Бебе»)
- 2019 год — Воронины (11 серия 23 сезон) — камео